# Aulopyge huegelii
Aulopyge huegelii är en fiskart som beskrevs av Johann Jakob Heckel, 1843. Aulopyge huegelii ingår i släktet Aulopyge och familjen karpfiskar. Inga underarter finns listade.
Exemplaren blir upp till 200 mm stora. Det finns två skäggtöm.
Arten förekommer i västra Bosnien och Hercegovina och västra Kroatien i vattendrag som mynnar i Adriatiska havet. Några exemplar besöker kalkstensgrottor. Honor lägger ägg när lufttemperaturen ligger över 20 °C.
Beståndet hotas av vattenföroreningar och av torka. Utbredningsområdet uppskattas vara maximal 5000 km² stort. IUCN kategoriserar arten globalt som starkt hotad.